# John Alexander Magee

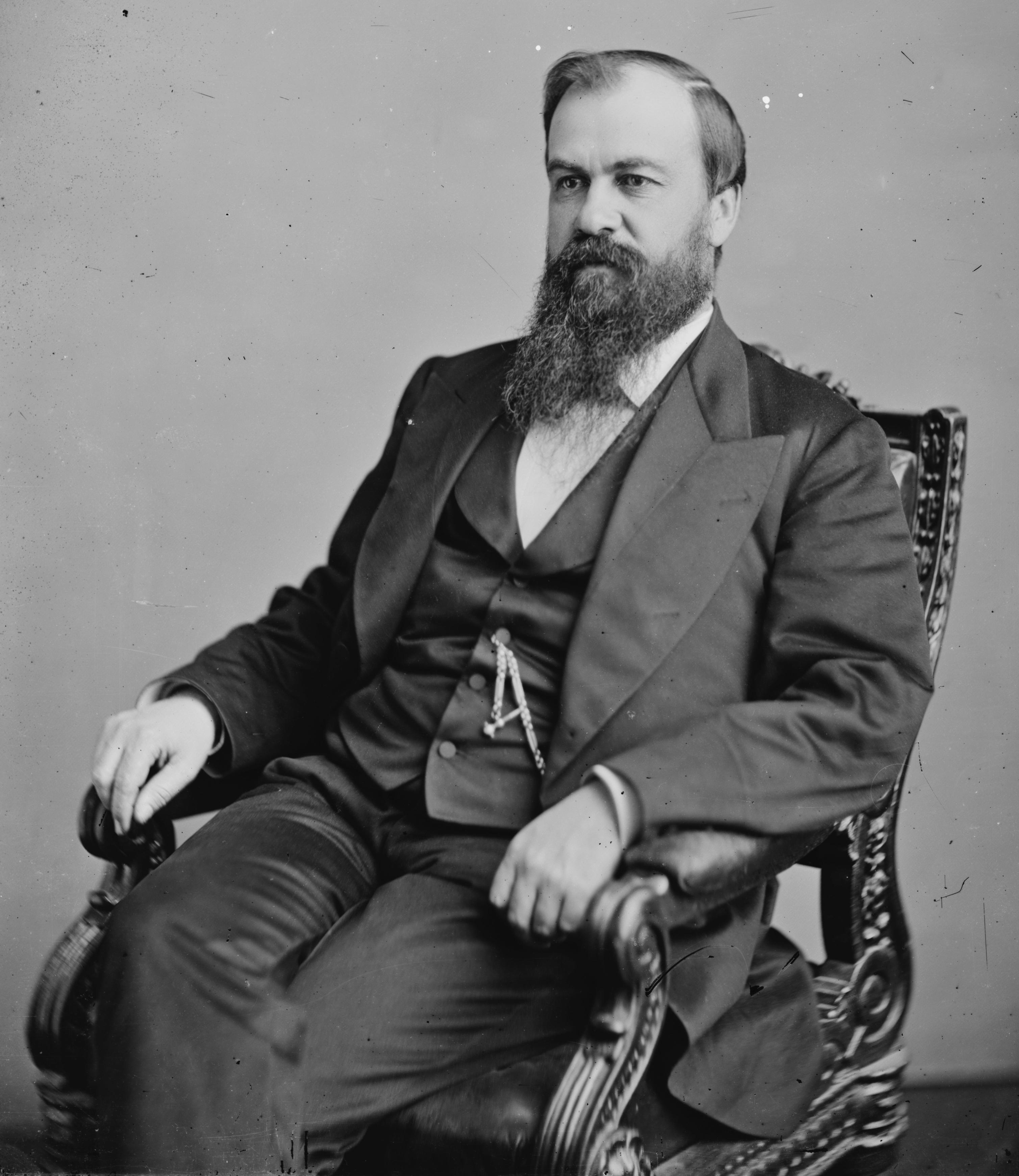
John Alexander Magee

John Alexander Magee (* 14. Oktober 1827 in Landisburg, Perry County, Pennsylvania; † 18. November 1903 in New Bloomfield, Pennsylvania) war ein US-amerikanischer Politiker. Zwischen 1873 und 1875 vertrat er den Bundesstaat Pennsylvania im US-Repräsentantenhaus.

## Werdegang
John Magee besuchte die öffentlichen Schulen seiner Heimat und die New Bloomfield Academy. Danach arbeitete er im Druckerhandwerk. Für einige Jahre gab er die Zeitung Perry County Democrat heraus. Gleichzeitig schlug er als Mitglied der Demokratischen Partei eine politische Laufbahn ein. 1863 war er Abgeordneter im Repräsentantenhaus von Pennsylvania. In den Jahren 1868, 1876 und 1896 nahm er als Delegierter an den jeweiligen Democratic National Conventions teil.
Bei den Kongresswahlen des Jahres 1872 wurde Magee im 15. Wahlbezirk von Pennsylvania in das US-Repräsentantenhaus in Washington, D.C. gewählt, wo er am 4. März 1873 die Nachfolge von Richard Jacobs Haldeman antrat. Da er im Jahr 1874 von seiner Partei nicht zur Wiederwahl nominiert wurde, konnte er bis zum 3. März 1875 nur eine Legislaturperiode im Kongress absolvieren.
Nach seiner Zeit im US-Repräsentantenhaus nahm John Magee seine früheren Tätigkeiten wieder auf. Er starb am 18. November 1903 in New Bloomfield.